# Петмес
Петмес (њем. Pöttmes) град је у њемачкој савезној држави Баварска. Једно је од 24 општинска средишта округа Ајхах-Фридберг. Према процјени из 2010. у граду је живјело 6.357 становника. Посједује регионалну шифру (AGS) 9771156.

## Географски и демографски подаци
Петмес се налази у савезној држави Баварска у округу Ајхах-Фридберг. Град се налази на надморској висини од 407 метара. Површина општине износи 82,6 km². У самом граду је, према процјени из 2010. године, живјело 6.357 становника. Просјечна густина становништва износи 77 становника/km².

## Међународна сарадња
| Мјесто | Држава    | Врста сарадње | Од    |
| ------ | --------- | ------------- | ----- |
|        | Француска | партнерство   | 1980. |
| Извор  |           |               |       |